# Hartmann (Adelsgeschlecht)

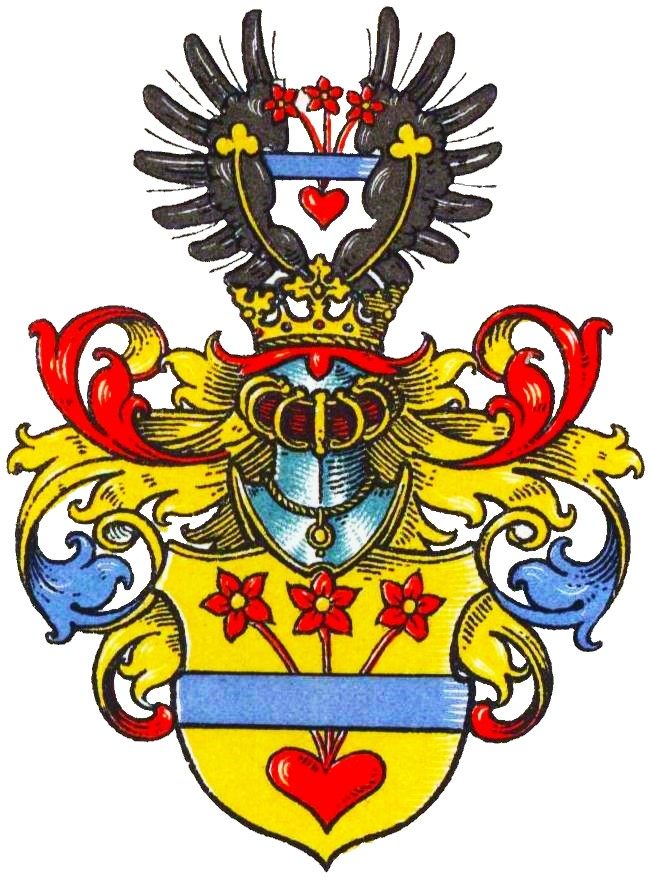
Wappen derer von Hartmann im Wappenbuch des Westfälischen Adels

Hartmann, ab 1860 auch Hartmann-Krey, ist der Name eines westfälischen Briefadelsgeschlechts.

## Stammlinie
Die Stammreihe der Familie beginnt mit Jodocus Hartmann, urkundlich 1595–1613, Meierhofbesitzer zu Gartnisch bei Halle in Westfalen.
Die ununterbrochene Stammlinie setzt nach dem Gothaischen genealogischen Taschenbuch der briefadeligen Häuser etwa 100 Jahre später an bei:
Matthias Anton Hartmann (* 10. Juli 1713 in Hilter; † 8. März 1794 in Paderborn), fürstbischöflich-paderbornischer Geheimreferendar und Hofrat.
- Georg Anton von Hartmann (* 8. November 1751 in Osnabrück; † 4. November 1819 in Nordborchen), Herr auf Nordborchen und Hamborn, königlich-preußischer Regierungs- und Hofrat, erhielt am 10. Juli 1803 den preußischen Adelsstand verliehen. ⚭ Bernhardine von Pein (1752–1837).
  - Mathias Anton (* 6. Oktober 1777 in Paderborn; † 27. Mai 1867 in Münster), königlich preußischer Geheimer Justiz- und Appellationsgerichtsrat. ⚭ Antoinette von Bruchhausen (1778–1871).
    - vier Töchter, geboren 1803 und zwischen 1814 und 1818
    - Albert von Hartmann (* 5. Mai 1805 in Paderborn; † 12. März 1865 in Münster), königlich preußischer Oberregierungsrat. ⚭¹ Ottilie von und zur Mühlen; ⚭² Maria von Heister 
      - Julian von Hartmann (* 20. Juni 1842 in Münster), u. a. Regierungspräsident in Aachen; ⚭ Ottilie von und zur Mühlen 
        - drei Kinder, darunter Hildegard von Hartmann (* 6. Juli 1878 in Hannover; † 18. Juni 1898 in Aachen); ⚭ Karl Pastor, königlich preußischer Landrat

      - drei Kinder aus zweiter Ehe, darunter Felix von Hartmann (* 15. Dezember 1851 in Münster), Generalvikar

    - Hugo von Hartmann (* 9. Oktober 1808 in Osnabrück; † 12. April 1888 in Haus Horst), Herr auf Horst, Kreis Ahaus. ⚭ Wilhelmine Niemann 
      - zwei Töchter

  - Pauline von Hartmann (* 11. Januar 1779 in Paderborn; † 13 August 1827 ebd.); ⚭ Johann Baptist Glesker, fürstlicher Landrentmeister
  - Joseph von Hartmann (* 15. Januar 1780 in Paderborn; † 1. Februar 1859 in Heiligenstadt), königlich preußischer Landrat des Kreises Büren; ⚭ Bernhardine von Hamm
    - Werner von Hartmann († 9. Januar 1866), königlich preußischer Kreisgerichtsdirektor in Habelschwerdt
    - Hermann von Hartmann († in New York), 1852 Kaufmann in Java
    - Mathilde von Hartmann (* 1815 in Fürstenberg; † 1833 in Büren)
    - Rudolf von Hartmann (* 23. Februar 1816 in Fürstenberg; † 12. Februar 1858 in Köln), Kaufmann und königlich preußischer Leutnant a. D.; ⚭ Luise Stürtz (1815–1874, Tochter einer Krey), im Jahr 1860 erfolgte die Namensvereinigung zu Hartmann-Krey
      - vier Kinder, darunter Apollinaris Emmerich Hermann von Hartmann-Krey (* 4. April 1851 in Köln); königlich preußischer Oberstleutnant z. D.; ⚭ Karoline von Pelser-Berensberg
        - Karl von Hartmann-Krey (* 16. Juli 1875 in Köln)

    - Ernst von Hartmann (* 4. März 1817 in Büren; † 31. März 1883 in Berlin); königlich preußischer General der Infanterie z. D.
    - Klara von Hartmann (* 25. November 1820 in Büren; † 19. Juni 1886 in Münster); ⚭ Julius von und zur Mühlen (1849–1900)
    - Bernhard von Hartmann (* 5. Dezember 1827 in Büren; † 1. Juni 1879 in Münster)

  - Hermann von Hartmann (* 2. April 1781 in Paderborn; † 11. Februar 1869 in Marienloh); Kanonikus der Busdorfkirche in Paderborn
  - Friedrich Wilhelm von Hartmann (* 27. Januar 1784 in Paderborn; † 23. Mai 1856 ebd.), Bankier; ⚭ Maria Anna Daltrop (1795–1857)
    - Auguste von Hartmann (* 14. Juni 1817; † 12. Juni 1880); ⚭ Klemens von Wolff-Metternich
    - Bernhardine von Hartmann (* 21. Juni 1818 in Paderborn; † 11. April 1880 in Böddeken); ⚭ Georg von von Mallinckrodt († 21. März 1881), Herr auf Böddeken

  - Bernhard von Hartmann (* 8. Januar 1786 in Paderborn; 24. Oktober 1862 in Bielefeld), Bankier; ⚭ Charlotte Heymann
  - Bernhardine von Hartmann (* 23. März 1787; † 17. August 1834 in Bad Schwalbach); ⚭ Detmar von Mallinckroth († 4. April 1842), Regierungsvizepräsident in Aachen
  - Karl von Hartmann (* 12. März 1789; † 5. Juni 1842 in Nordborchen), Herr auf Nordborchen und Hamborn; ⚭ Maria Anna von Pein 
    - Hermann von Hartmann (* 1832 in Nordborchen; † 4. Dezember 1871 ebd.), Herr auf Nordborchen und Hamborn; ⚭ Julie Daltrop

## Persönlichkeiten
- Albert von Hartmann (1805–1865), deutscher Oberstleutnant und Politiker, Abgeordneter der Frankfurter Nationalversammlung
- Ernst von Hartmann (1817–1883), preußischer General der Infanterie
- Felix von Hartmann (1851–1919), deutscher Geistlicher, Erzbischof von Köln
- Georg Anton von Hartmann (1751–1819), preußischer Regierungs- und Hofrat, 1803 geadelt
- Joseph von Hartmann (1780–1859), deutscher Landrat des Kreises Büren (1817–1843)
- Julian von Hartmann (1842–1916), deutscher Verwaltungsbeamter und Regierungspräsident
- Karl von Hartmann-Krey (1875–1945), deutscher Verwaltungsjurist
- Werner von Hartmann (1805–1866), deutscher Jurist und Politiker

Felix von Hartmann (1851–1919), 1913
Kardinal Felix von Hartmann, 1915
Wappen des Kölner Erzbischofs Felix von Hartmann

## Wappen
Blasonierung: In Gold ein rotes Herz aus welchem drei rot-golden besamte Mispelblüten hervorwachsen, das Ganze von einem blauen Balken überzogen. Auf dem gekrönten Helm mit blau-rot-goldenen Helmdecken ein offener schwarzer, mit goldenen Kleestängeln belegter Flug, dazwischen das ganze Bild des Schildes.